# 加尔达考陨击坑
加尔达考陨击坑(Galdakao)是火星埃俄利斯区的一座撞击坑，位于更大的古瑟夫撞击坑边缘上，中心坐标为南纬13.34度、西经176.63度，直径33.44公里，其名称取自西班牙巴斯克自治区比斯开省市镇加尔达考，2003年被国际天文联合会正式批准接受。

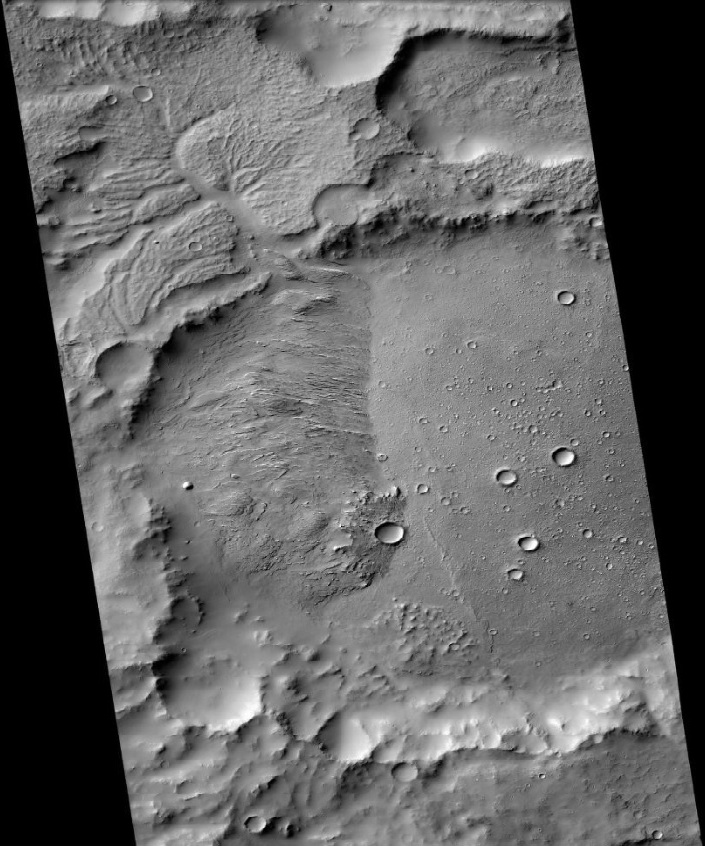
火星勘测轨道飞行器背景相机拍摄的加尔达考陨击坑。

## 另请查看
- 撞击坑
- 火星撞击坑